# イスラエル占領地政府活動調整官組織
イスラエル占領地政府活動調整官組織（イスラエルせんりょうちせいふかつどうちょうせいかんそしき、ヘブライ語: מתאם פעולות הממשלה בשטחים〈部隊名: מתפ״ש、Matpash、マットパシュ〉、英語: The Coordinator of Government Activities in the Territories〈略称: COGAT、コガット〉）は、パレスチナ領域のヨルダン川西岸地区とガザ地区におけるイスラエル政府の文民政策の策定を主導し、イスラエル国防軍、治安機関、そして政府省庁と調整と協力のもとその政策を実行する、イスラエル国防省のパレスチナに特化した民事活動部門である。
パレスチナ自治政府、国際機関、各国の外交使節、非政府組織間と関係を構築し、パレスチナ領域の民生問題、人道支援、安全保障などに関する連絡と調整を担っている。「パレスチナ人への軍の連絡役（リエゾン）」とも称される。
また、分離壁の建設と運用管理、検問所の運営、ガザ地区の人的及び物流の出入域管理、パレスチナ人労働者のイスラエルでの就労ビザなどの許可を承認および拒否する任務も負っている。
更には、将来の連絡、調整役を育成すべく、養成学校を運営し、アラビア語や英語のクラスも様々なイスラエル国防軍の部隊に提供している。
この組織の責任者は調整官と呼ばれ、2024年5月時点では、初のドルーズ系調整官となるガッサン・アリアン少将が務めている。